# Virus de la grippe D
Deltainfluenzavirus influenzae
Espèce
Synonymes
- Influenza D virus (ICTV, 2016)

Les virus de la grippe D, dont le nom scientifique depuis 2021 est Deltainfluenzavirus influenzae (anciennement Influenza D virus), sont des virus à ARN monocaténaire de polarité négative à génome segmenté (7 segments) du genre Deltainfluenzavirus, famille des Orthomyxoviridae.
Les virus de la grippe D sont connus pour infecter les porcs et les bœufs, mais pas les humains. Isolé pour la première fois chez des porcs en 2011, le virus a été classé en 2016 dans un nouveau genre d'Orthomyxoviridae, distinct du virus de la grippe C, dont il avait initialement été considéré comme un sous-type. Les infections à virus Influenza D sont rares comparées à celles des virus de la grippe A, B et C. Semblable au virus de la grippe C, son génome est constitué de sept segments d'ARN codant 9 protéines, contrairement aux virus de la grippe A et B, qui ont un génome de huit segments codant 10 protéines ou plus.

## Classification
Les virus de la grippe appartiennent à la famille des Orthomyxoviridae. Les virus de la grippe A, B, C et D représentent les quatre types antigéniques de ces virus. Parmi les quatre types antigéniques, le virus de la grippe A est le plus dangereux, le virus de la grippe B est moins dangereux mais peut toujours provoquer des épidémies, et le virus de la grippe C n'est généralement associé qu'à des symptômes mineurs. Le virus de la grippe D est moins répandu que les autres types antigéniques et n'est pas connu pour provoquer des infections chez l'homme. Aucun échantillon de virus de la grippe D n'a été détecté dans du sérum humain, mais des anticorps anti-hémagglutination contre le virus de la grippe D ont été détectés chez l'homme, avec une fréquence dans la population estimée à 1,3 %, ce qui suggère que ce virus pourrait également infecter l'homme. Ces anticorps peuvent cependant avoir été produits après une infection par le virus de la grippe C, dont les anticorps présentent une réactivité croisée avec le virus de la grippe D. Davantage d'études sont nécessaires pour déterminer si le virus de la grippe D peut ou non infecter l'homme.
La composition en acides aminés du virus de la grippe D est à 50 % semblable à celle du virus de la grippe C, taux semblable à celui observé entre les virus de la grippe A et B, tandis que ces deux derniers présentent une divergence bien plus élevée avec les virus de la grippe C et D. Les virus de la grippe C et D auraient divergé autour de l'an 482, tandis que les deux lignées connues de virus de la grippe D auraient divergé aux alentours de 1972.

## Structure et variantes
Les virus de la grippe, comme tous les virus de la famille des Orthomyxoviridae, sont des virus à ARN enveloppés à génome segmenté monocaténaire. Les antigènes, protéine de matrice (M1) et nucléoprotéine (NP), sont utilisés pour déterminer si un virus de la grippe est de type A, B, C ou D. La protéine M1 est nécessaire pour l'assemblage du virus et la nucléoprotéine intervient dans la transcription et la réplication virale,.
Ces virus contiennent également des protéines à la surface de la membrane cellulaire appelées glycoprotéines. Les virus de la grippe A et B ont deux glycoprotéines : l'hémagglutinine (HA) et la neuraminidase (NA) ; les virus de la grippe C et D n'ont qu'une glycoprotéine, la glycoprotéine de fusion hémagglutinine-estérase (HEF). Ces glycoprotéines permettent la fixation et la fusion entre l'enveloppe virale et la membrane cellulaire. La fusion de ces membranes permet aux protéines et au génome du virus d'être libérés dans la cellule hôte, ce qui provoque alors l'infection. Les types C et D sont les seuls virus de la grippe à exprimer une estérase. Cette enzyme est semblable à la neuraminidase produite par les virus de la grippe A et B en ce que ces deux enzymes détruisent les récepteurs des cellules hôtes
Les glycoprotéines peuvent subir des mutations (glissement antigénique) ou un réassortiment dans lesquelles une nouvelle hémagglutinine ou une nouvelle neuraminidase est produite (cassure antigénique). Les virus de la grippe C et D ne peuvent produire qu'un glissement antigénique, alors que le virus de la grippe A connaît également des cassures antigéniques. Lorsque l'un ou l'autre de ces processus se produit, les anticorps produits par le système immunitaire de l'hôte ne protègent plus contre ces glycoprotéines modifiées. Pour cette raison, ces virus provoquent continuellement des infections.

## Identification
Les virus de la grippe C et D diffèrent des types A et B du point de vue des conditions nécessaires à leur croissance. Pour cette raison, le virus de la grippe D n’est pas isolé et est fréquemment identifié. Le diagnostic repose sur l'isolement du virus, la sérologie et des tests complémentaires. L'inhibition de l'hémagglutination (HI) est une méthode de sérologie qui détecte les anticorps en vue du diagnostic. Le Western blot (transfert de protéines) et la méthode immuno-enzymatique ELISA sont deux autres techniques utilisées pour détecter les protéines ou les antigènes du virus de la grippe D dans le sérum. Dans chacune de ces techniques, on ajoute les anticorps de la protéine recherchée et la présence de la protéine recherchée est indiquée par un changement de couleur. La méthode ELISA s'est révélée plus sensible à la glycoprotéine de fusion hémagglutinine-estérase (HEF) que le test par inhibition de l'hémagglutination (HI). Étant donné que seuls les virus de la grippe C et D expriment l'estérase, les tests par In Situ Esterase Assays permettent d'identifier rapidement et à faible coût les types C et D par rapport aux types A et B.